# Menekülés a szerelembe
A Menekülés a szerelembe (eredeti címe: Un Refugio para el Amor ’Menedék a szerelemnek’) a Televisa által 2012-ben készített mexikói telenovella Zuria Vega, Gabriel Soto és Jessica Coch főszereplésével. A sorozat az 1977-es venezuelai La Zulianita feldolgozása. Magyarországon elsőként a Story5 kereskedelmi csatorna tűzte műsorára 2012. július 30-án.

## Történet
|  | Alább a cselekmény részletei következnek! |

Luciana (Zuria Vega) egy szegény kézműveslány, akit apja halálakor annak gonosz uzsorása akar magához kényszeríteni, így a lánynak a fővárosba kell menekülnie, ahol cselédként kezd dolgozni a Torreslanda házban, ám itt talál rá a szerelem Rodrigo (Gabriel Soto) személyében, akivel már szülőföldjén is találkozott. Rodrigo azonban már foglalt, éppen az esküvőjére készül Gala-val (Jessica Coch), de mivel a férfi is beleszeret Luciana-ba, ezért az esküvő az utolsó pillanatban meghiúsul. Ezután Rodrigo és Luciana egymásra találnak, végül össze is házasodnak egy polgári szertartás keretében, ám ezt volt jegyese, és Rodrigo édesanyja, Roselena nem nézi jó szemmel, és elhatározzák, hogy szétválasztják az ifjú párt. Ez rövidesen sikerül is nekik, a házasságnak hamar vége szakad, miután Gala és Roselena egymás ellen fordítja a házaspárt, akik ezt követően elválnak. 
 Rodrigo volt jegyese személyében talál vigaszt, ám a nő teherbe esik tőle, ráadásul kiderül, hogy Luciana is terhes a férfitól. Mivel Rodrigo nem szerez tudomást Luciana várandósságáról, kötelességből feleségül veszi Gala-t, ám házasságuk egy igazi rémálom. Időközben Luciana élete hatalmas fordulatot vesz, miután megtudja, hogy a valódi szülei Aurora és Claudio Linares, akik a Torreslanda család ősellenségei.
 A történetet tovább bonyolítja, hogy Rodrigo testvére, Patricio is szerelmes Luciana-ba, azonban a fiú a történet elején egy baleset következtében kerekesszékbe kerül, így nem igazán tud versengeni a lány szerelméért. Gala és Roselena pedig mindent megtesznek annak érdekében, hogy távol tartsák Rodrigo-t Luciana-tól, és ehhez nem válogatnak az eszközökben. Terveikbe rendszeresen bevonják Julietát »Julie«-t is. 
|  | Itt a vége a cselekmény részletezésének! |

## Szereposztás
| Színész(nő)                | Szerepnév                                        | Magyar hang       |
| -------------------------- | ------------------------------------------------ | ----------------- |
| Zuria Vega                 | Luciana Jacinto Flores                           | Mezei Kitty       |
| Gabriel Soto               | Rodrigo Torreslanda Fuentes-Gil                  | Lux Ádám          |
| Laura Flores               | Rosa Elena «Roselena» Fuentes-Gil de Torreslanda | Orosz Anna        |
| Roberto Blandón            | Maximino Torreslanda                             | Rosta Sándor      |
| Brandon Peniche            | Patricio Torreslanda Fuentes-Gil                 | Szabó Máté        |
| Jessica Coch               | Gala Villavicencio Williams                      | Pikali Gerda      |
| Frances Ondiviela          | Julieta «Julie» de Villavicencio                 | Farkasinszky Edit |
| Luz María Jerez            | Cony Fuentes-Gil                                 | Fazekas Zsuzsa    |
| Paul Stanley               | Aldo San Emeterio Fuentes-Gil                    | Renácz Zoltán     |
| Tania Lizardo              | Melissa San Emeterio Fuentes-Gil                 | Lamboni Anna      |
| Ilean Almaguer             | Hannah Torreslanda Fuentes-Gil                   | Kelemen Kata      |
| Zaide Silvia Gutiérrez     | Paz Flores de Jacinto                            | Rátonyi Hajni     |
| Socorro Bonilla            | Magdalena «Magda» Ramos                          | Andresz Kati      |
| Humberto Elizondo          | Aquiles Trueba Tajonar                           | Koroknay Géza     |
| Humberto Elizondo          | Aquiles Trueba Tajonar                           | Bolla Róbert      |
| Aleida Núñez               | Violeta Trueba Ramos Coral                       | Németh Borbála    |
| Erik Díaz                  | Lorenzo Jacinto Flores                           | Seszták Szabolcs  |
| David Ostrosky             | Claudio Linares                                  | Forgács Gábor     |
| Harry Geithner             | Óscar Gaitán                                     | Seder Gábor       |
| Jaime Lozano               | Lic. Barrera                                     |                   |
| Maricruz Nájera            | Matilde                                          | Bessenyei Emma    |
| Yula Pozo                  | Estela                                           | Zsurzs Kati       |
| Lucía Guilmáín             | Brígida                                          | Illyés Mari       |
| Claudio Báez               | Sr. Lastra                                       | Sörös Sándor      |
| Óscar Bonfiglio            | Honesto atya                                     | Kapácsy Miklós    |
| Roberto Miquel             | Iván                                             |                   |
| Eduardo Cuervo             | Polo                                             |                   |
| José Carlos Ruiz           | Galdino Jacinto                                  | Szokolay Ottó     |
| Nicolás Chunga             | Ariché                                           | Császár András    |
| Daniela García             | Marianita                                        |                   |
| Sachi Tamashiro            | Vicky                                            | Törtei Tünde      |
| José Antonio Ferral        | Jerónimo                                         |                   |
| Pepe Olivares              | Procopio                                         |                   |
| Aryana Méndez              | Fernanda                                         |                   |
| Araceli Rangel             | Valentina                                        |                   |
| Eduardo Carbajal           | Gabriel                                          | Maday Gábor       |
| Salvador Ibarra            | Marcos                                           |                   |
| Úrsula Montserrat          | Ofelia                                           | Solecki Janka     |
| Ricardo Vera               | Dr. Diez                                         |                   |
| Francisco Rubio            | Fabián                                           |                   |
| Julián Huergo              | Boris                                            | Czető Roland      |
| Ana Isabel Torre           | Lula                                             |                   |
| Sugchey Abrego             | Serena                                           |                   |
| Dolores Salomón "Bodokito" | Lucha                                            | Némedi Mari       |
| Raúl Padilla "Chóforo"     | Don Serapio                                      | Cs. Németh Lajos  |
| Fernanda Sasse             | Alexia Torreslanda Villavicencio                 |                   |
| Federico "Fede" Porras Jr. | Mateo / Rodrigo Torreslanda Linares              |                   |
| Angelina Pelaez            | Sabina                                           |                   |
| Salvador Sánchez           | Don Chelo                                        |                   |
| Lupita Lara                | Chuy                                             |                   |
| Lucero Lander              | Dr. Hauser                                       |                   |
| Mauricio Mejía             | Mirko                                            |                   |
| Fernando Robles            | Pedro                                            |                   |
| Kelchie Arizmendi          | Norma                                            |                   |
| Rafael del Villar          | Marcial                                          |                   |
| Gabriel de Cervantes       | Jorge                                            |                   |

## Érdekességek
- A magyar premier eredeti dátuma július 9. volt, azonban a Story 5 ismeretlen okokból elhalasztotta.
- Ilean Almaguer és Ana Isabel Torre egy évvel korábban is együtt játszottak a Rafaela doktornő című sorozatban, ahol szerepük szerint szintén barátnők voltak.